# Geoffrey Musson
Geoffrey Randolph Dixon Musson, GCB, CBE, DSO (* 9. Juni 1910 in Yockleton, Shropshire; † 10. Januar 2008 in Amesbury, Wiltshire) war ein britischer General, der zuletzt zwischen 1967 und 1970 Adjutant-General to the Forces war.

## Leben
Geoffrey Randolph Dixon Musson, Sohn von Robert Dixon Musson, absolvierte nach dem Besuch der 1552 gegründeten Shrewsbury School ein grundständiges Studium am Trinity Hall der University of Cambridge, das er mit einem Bachelor of Arts (B.A.) abschloss. Daraufhin trat er 1930 als Leutnant (Second Lieutenant) in das Leichten Infanterieregiments King’s Shropshire Light Infantry ein und fand anschließend zahlreiche Verwendungen als Offizier und Stabsoffizier. Während des Zweiten Weltkrieges war er zwischen 1943 und 1944 Kommandeur (Commanding Officer) des 2. Bataillons des Leichten Infanterieregiments Duke of Cornwall’s Light Infantry und wurde für seine Verdienste 1944 mit dem Distinguished Service Order (DSO) ausgezeichnet. Danach war er vom 20. Dezember 1944 bis 1946 Kommandeur der 36. Infanteriebrigade (36th Infantry Brigade), mit der er zunächst in Italien und ab dem 7. Juni 1946 in Österreich eingesetzt war. 1945 wurde er Commander des Order of the British Empire (CBE).
Nach zahlreichen weiteren Verwendungen nach Kriegsende war Musson zwischen Januar 1952 und September 1954 stellvertretender Leiter der Abteilung Heeresstabsdienste im Kriegsministerium (War Office). Im Anschluss war als Brigadegeneral (Brigadier) zwischen Oktober und November 1954 Kommandeur der wieder aufgestellten 29. Infanteriebrigade (29th Infantry Brigade) sowie im Anschluss von 1954 bis 1955 Kommandeur der in Südkorea stationierten Truppen des Commonwealth of Nations. Nach seiner Rückkehr fungierte er zwischen April 1956 und Januar 1958 Kommandant der Infanterieschule (School of Infantry) sowie als Generalmajor (Major-General) von Februar bis April 1958 als Befehlshaber (General Officer Commanding) der in der Bundesrepublik Deutschland stationierten 7. Panzerdivision (7th Armoured Division), den sogenannten „Desert Rats“. Im Anschluss fungierte er von April bis November 1959 als Befehlshaber der 5. Infanteriedivision (5th Infantry Division), der sogenannten „The Fighting Fifth“. 1959 wurde er Companion des Order of the Bath (CB).
Im Dezember 1959 übernahm Generalmajor Geoffrey Musson den Posten als Chef des Stabes der Landstreitkräfte im Nahen Osten (Near East Land Forces) und verblieb auf diesem bis September 1962. Nach seiner Rückkehr war er zwischen März 1963 und November 1964 Vize-Generaladjutant (Vice Adjutant-General) im Kriegsministerium. Im Anschluss löste er als Generalleutnant (Lieutenant-General) im November 1964 Generalleutnant Charles Leslie Richardson als Oberkommandierender des Heereskommandos Nord (General Officer Commanding in Chief, Northern Command) ab und bekleidete diesen Posten bis Oktober 1967, woraufhin Generalleutnant Walter Colyear Walker seine dortige Nachfolge antrat. In dieser Zeit wurde er am 1. Januar 1965 zum Knight Commander des Order of the Bath (KCB) geschlagen, so dass er fortan den Namenszusatz „Sir“ führte.
Zuletzt wurde General Musson im Oktober 1967 Nachfolger von General Reginald Hewetson als Generaladjutant des Heeres (Adjutant-General to the Forces) und war als solcher bis zu seinem Eintritt in den Ruhestand im Juni 1970 sowie seiner anschließenden Ablösung durch General Herbert John Mogg im Verteidigungsministerium zuständig für die Entwicklung der Personalpolitik und der Unterstützung der Armee. Er wurde am 1. Januar 1970 zum Knight Grand Cross des Order of the Bath (GCB) erhoben.
Aus seiner am 28. Dezember 1939 geschlossenen Ehe mit Elspeth Lorraine Bailey gingen die beiden Kinder Penelope Ann Musson sowie Peter Geoffrey Dixon Musson hervor. Sein Schwager war David Russell Bailey, 4. Baron Glanusk, der jüngere Bruder seiner Ehefrau.